# 2022年Billboard Japan Hot Animation1位の一覧
以下は、2022年のBillboard Japan Hot Animationチャートで首位を獲得した作品の一覧である。

## チャート遍歴
| 公開日   | 曲名                                      | アーティスト名   | タイアップ                                                                      | 出典   |
| -------- | ----------------------------------------- | ---------------- | ------------------------------------------------------------------------------- | ------ |
| 1月5日   | 「一途」                                  | King Gnu         | 映画『劇場版 呪術廻戦 0』主題歌                                                 | [ 1 ]  |
| 1月12日  | 「一途」                                  | King Gnu         | 映画『劇場版 呪術廻戦 0』主題歌                                                 | [ 2 ]  |
| 1月19日  | 「残響散歌」                              | Aimer            | テレビアニメ『鬼滅の刃 遊郭編』オープニングテーマ                               | [ 3 ]  |
| 1月26日  | 「残響散歌」                              | Aimer            | テレビアニメ『鬼滅の刃 遊郭編』オープニングテーマ                               | [ 4 ]  |
| 2月2日   | 「残響散歌」                              | Aimer            | テレビアニメ『鬼滅の刃 遊郭編』オープニングテーマ                               | [ 5 ]  |
| 2月9日   | 「残響散歌」                              | Aimer            | テレビアニメ『鬼滅の刃 遊郭編』オープニングテーマ                               | [ 6 ]  |
| 2月16日  | 「残響散歌」                              | Aimer            | テレビアニメ『鬼滅の刃 遊郭編』オープニングテーマ                               | [ 7 ]  |
| 2月23日  | 「残響散歌」                              | Aimer            | テレビアニメ『鬼滅の刃 遊郭編』オープニングテーマ                               | [ 8 ]  |
| 3月2日   | 「残響散歌」                              | Aimer            | テレビアニメ『鬼滅の刃 遊郭編』オープニングテーマ                               | [ 9 ]  |
| 3月9日   | 「共鳴」                                  | SixTONES         | 読売テレビ・日本テレビ系アニメ『半妖の夜叉姫』弍ノ章1月クールオープニングテーマ | [ 10 ] |
| 3月16日  | 「残響散歌」                              | Aimer            | テレビアニメ『鬼滅の刃 遊郭編』オープニングテーマ                               | [ 11 ] |
| 3月23日  | 「残響散歌」                              | Aimer            | テレビアニメ『鬼滅の刃 遊郭編』オープニングテーマ                               | [ 12 ] |
| 3月30日  | 「残響散歌」                              | Aimer            | テレビアニメ『鬼滅の刃 遊郭編』オープニングテーマ                               | [ 13 ] |
| 4月6日   | 「残響散歌」                              | Aimer            | テレビアニメ『鬼滅の刃 遊郭編』オープニングテーマ                               | [ 14 ] |
| 4月13日  | 「残響散歌」                              | Aimer            | テレビアニメ『鬼滅の刃 遊郭編』オープニングテーマ                               | [ 15 ] |
| 4月20日  | 「クロノスタシス」                        | BUMP OF CHICKEN  | アニメ映画『名探偵コナン ハロウィンの花嫁』主題歌                               | [ 16 ] |
| 4月27日  | 「ミックスナッツ」                        | Official髭男dism | テレビアニメ『SPY×FAMILY』第1クールオープニングテーマ                           | [ 17 ] |
| 5月4日   | 「ミックスナッツ」                        | Official髭男dism | テレビアニメ『SPY×FAMILY』第1クールオープニングテーマ                           | [ 18 ] |
| 5月11日  | 「ミックスナッツ」                        | Official髭男dism | テレビアニメ『SPY×FAMILY』第1クールオープニングテーマ                           | [ 19 ] |
| 5月18日  | 「ミックスナッツ」                        | Official髭男dism | テレビアニメ『SPY×FAMILY』第1クールオープニングテーマ                           | [ 20 ] |
| 5月25日  | 「ミックスナッツ」                        | Official髭男dism | テレビアニメ『SPY×FAMILY』第1クールオープニングテーマ                           | [ 21 ] |
| 6月1日   | 「ミックスナッツ」                        | Official髭男dism | テレビアニメ『SPY×FAMILY』第1クールオープニングテーマ                           | [ 22 ] |
| 6月8日   | 「ミックスナッツ」                        | Official髭男dism | テレビアニメ『SPY×FAMILY』第1クールオープニングテーマ                           | [ 23 ] |
| 6月15日  | 「ミックスナッツ」                        | Official髭男dism | テレビアニメ『SPY×FAMILY』第1クールオープニングテーマ                           | [ 24 ] |
| 6月22日  | 「ミックスナッツ」                        | Official髭男dism | テレビアニメ『SPY×FAMILY』第1クールオープニングテーマ                           | [ 25 ] |
| 6月29日  | 「ミックスナッツ」                        | Official髭男dism | テレビアニメ『SPY×FAMILY』第1クールオープニングテーマ                           | [ 26 ] |
| 7月6日   | 「ミックスナッツ」                        | Official髭男dism | テレビアニメ『SPY×FAMILY』第1クールオープニングテーマ                           | [ 27 ] |
| 7月13日  | 「ミックスナッツ」                        | Official髭男dism | テレビアニメ『SPY×FAMILY』第1クールオープニングテーマ                           | [ 28 ] |
| 7月20日  | 「ミックスナッツ」                        | Official髭男dism | テレビアニメ『SPY×FAMILY』第1クールオープニングテーマ                           | [ 29 ] |
| 7月27日  | 「ミックスナッツ」                        | Official髭男dism | テレビアニメ『SPY×FAMILY』第1クールオープニングテーマ                           | [ 30 ] |
| 8月3日   | 「ミックスナッツ」                        | Official髭男dism | テレビアニメ『SPY×FAMILY』第1クールオープニングテーマ                           | [ 31 ] |
| 8月10日  | 「新時代 (ウタ from ONE PIECE FILM RED)」 | Ado              | 東映系アニメ映画『ONE PIECE FILM RED』オープニング主題歌・劇中歌                | [ 32 ] |
| 8月17日  | 「新時代 (ウタ from ONE PIECE FILM RED)」 | Ado              | 東映系アニメ映画『ONE PIECE FILM RED』オープニング主題歌・劇中歌                | [ 33 ] |
| 8月24日  | 「新時代 (ウタ from ONE PIECE FILM RED)」 | Ado              | 東映系アニメ映画『ONE PIECE FILM RED』オープニング主題歌・劇中歌                | [ 34 ] |
| 8月31日  | 「新時代 (ウタ from ONE PIECE FILM RED)」 | Ado              | 東映系アニメ映画『ONE PIECE FILM RED』オープニング主題歌・劇中歌                | [ 35 ] |
| 9月7日   | 「新時代 (ウタ from ONE PIECE FILM RED)」 | Ado              | 東映系アニメ映画『ONE PIECE FILM RED』オープニング主題歌・劇中歌                | [ 36 ] |
| 9月14日  | 「新時代 (ウタ from ONE PIECE FILM RED)」 | Ado              | 東映系アニメ映画『ONE PIECE FILM RED』オープニング主題歌・劇中歌                | [ 37 ] |
| 9月21日  | 「新時代 (ウタ from ONE PIECE FILM RED)」 | Ado              | 東映系アニメ映画『ONE PIECE FILM RED』オープニング主題歌・劇中歌                | [ 38 ] |
| 9月28日  | 「新時代 (ウタ from ONE PIECE FILM RED)」 | Ado              | 東映系アニメ映画『ONE PIECE FILM RED』オープニング主題歌・劇中歌                | [ 39 ] |
| 10月5日  | 「新時代 (ウタ from ONE PIECE FILM RED)」 | Ado              | 東映系アニメ映画『ONE PIECE FILM RED』オープニング主題歌・劇中歌                | [ 40 ] |
| 10月12日 | 「祝福」                                  | YOASOBI          | テレビアニメ『機動戦士ガンダム 水星の魔女』Season1オープニングテーマ            | [ 41 ] |
| 10月19日 | 「KICK BACK」                             | 米津玄師         | テレビアニメ『チェンソーマン』オープニングテーマ                                | [ 42 ] |
| 10月26日 | 「KICK BACK」                             | 米津玄師         | テレビアニメ『チェンソーマン』オープニングテーマ                                | [ 43 ] |
| 11月2日  | 「KICK BACK」                             | 米津玄師         | テレビアニメ『チェンソーマン』オープニングテーマ                                | [ 44 ] |
| 11月9日  | 「KICK BACK」                             | 米津玄師         | テレビアニメ『チェンソーマン』オープニングテーマ                                | [ 45 ] |
| 11月16日 | 「KICK BACK」                             | 米津玄師         | テレビアニメ『チェンソーマン』オープニングテーマ                                | [ 46 ] |
| 11月23日 | 「KICK BACK」                             | 米津玄師         | テレビアニメ『チェンソーマン』オープニングテーマ                                | [ 47 ] |
| 11月30日 | 「KICK BACK」                             | 米津玄師         | テレビアニメ『チェンソーマン』オープニングテーマ                                | [ 48 ] |
| 12月7日  | 「KICK BACK」                             | 米津玄師         | テレビアニメ『チェンソーマン』オープニングテーマ                                | [ 49 ] |
| 12月14日 | 「KICK BACK」                             | 米津玄師         | テレビアニメ『チェンソーマン』オープニングテーマ                                | [ 50 ] |
| 12月21日 | 「KICK BACK」                             | 米津玄師         | テレビアニメ『チェンソーマン』オープニングテーマ                                | [ 51 ] |
| 12月28日 | 「KICK BACK」                             | 米津玄師         | テレビアニメ『チェンソーマン』オープニングテーマ                                | [ 52 ] |